# 萊夫基夫 (日托米爾州)
50°14′14″N 28°50′15″E / 50.23722°N 28.83750°E
萊夫基夫（烏克蘭語：Левків），是烏克蘭中部的村落，隸屬日托米爾州日托米爾區赫利博奇察市镇，位在日托米爾東方約13公里，始建於1501年，面積8.51平方公里，海拔高度172米，2001年人口2,886。